# Александер Уліг
Александер Уліґ (нім. Alexander Uhlig; 9 лютого 1919, Лейпциг — 1 листопада 2008, Ессен) — німецький військовослужбовець парашутних частин люфтваффе, оберфельдфебель резерву. Кавалер Лицарського хреста Залізного хреста.

## Біографія
На початку 1937 року поступив в Імперську службу праці. Восени того ж року поступив на службу в парашутні частини люфтваффе. Учасник захоплення Судетської області, окупації Чехословаччини, Польської кампанії і боїв у Норвегії. 14 квітня 1940 року потрапив у полон в Норвегії, в якому пробув 3 тижні. В 1941—1943 роках брав участь у близько 170 успішних операціях, в тому числі у висадці на Крит.
У червні 1944 року, після висадки союзників у Нормандії, 6-й парашутний полк, в якому служив Уліґ, бився з частинами американської 90-ї піхотної дивізії. Уліґ очолив невелику групу з 30 бійців, яка змогла стабілізувати становище полку і знищити один із батальйонів дивізії. Група захопила в полон більше 230 бійців, у тому числі командира батальйону і 11 офіцерів.
Згодом після цього Уліґ потрапив у полон. 22 квітня 1947 року, перед відправкою в Британію, зумів втекти і дістатися радянської зони окупації. 28 квітня прибув додому в Лейпциг. Через 10 років поступив у Дармштадтський технічний університет і здобув диплом інженера. Працював у деяких відомих німецьких компаніях, у віці 65 років вийшов на пенсію. Був почесним членом Асоціації ветеранів Нової Зеландії.

## Нагороди
- Знак парашутиста люфтваффе (7 вересня 1938)
- Медаль «У пам'ять 1 жовтня 1938 року» із застібкою «Празький град» (20 червня 1939)
- Залізний хрест 2-го класу (11 травня 1940)
- Нарвікський щит (1 березня 1941)
- Нагрудний знак «За поранення» в чорному (28 жовтня 1942)
- Нарукавна стрічка «Крит» (15 листопада 1942)
- Авіаційна планка військово-транспортної авіації
  - В бронзі (22 грудня 1942)
  - В сріблі (10 січня 1943)
  - В золоті (23 лютого 1943)
- Залізний хрест 1-го класу (1 серпня 1943)
- Лицарський хрест Залізного хреста (29 жовтня 1944) — як оберфельдфебель резерву і командир взводу 16-ї роти 6-го парашутного полку.